# Teizō Ogawa
Teizō Ogawa (jap. 小川鼎三 Ogawa Teizō; ur. 1901, zm. 29 kwietnia 1984) – japoński anatom, profesor Uniwersytetu Tokijskiego i Szkoły Medycznej Juntendo. Zajmował się także historią japońskiej medycyny. Członek Japońskiej Akademii (Nippon-gakushi'in).
Jego uczniem był Hirotarō Narabayashi.

## Wybrane prace
- Experimental adiposity in the monkey due to mesencephalic tegmental lesions, with remarks on the descending fibres from the hypothalamus[4] (1962)
- History of Psychiatry. Tokyo, 1979